# Lucien Le Cam
Lucien Marie Le Cam (* 18. November 1924 in Croze, Departement Creuse; † 25. April 2000) war ein französischer Mathematiker und Statistiker. Er war Professor an der University of California, Berkeley.

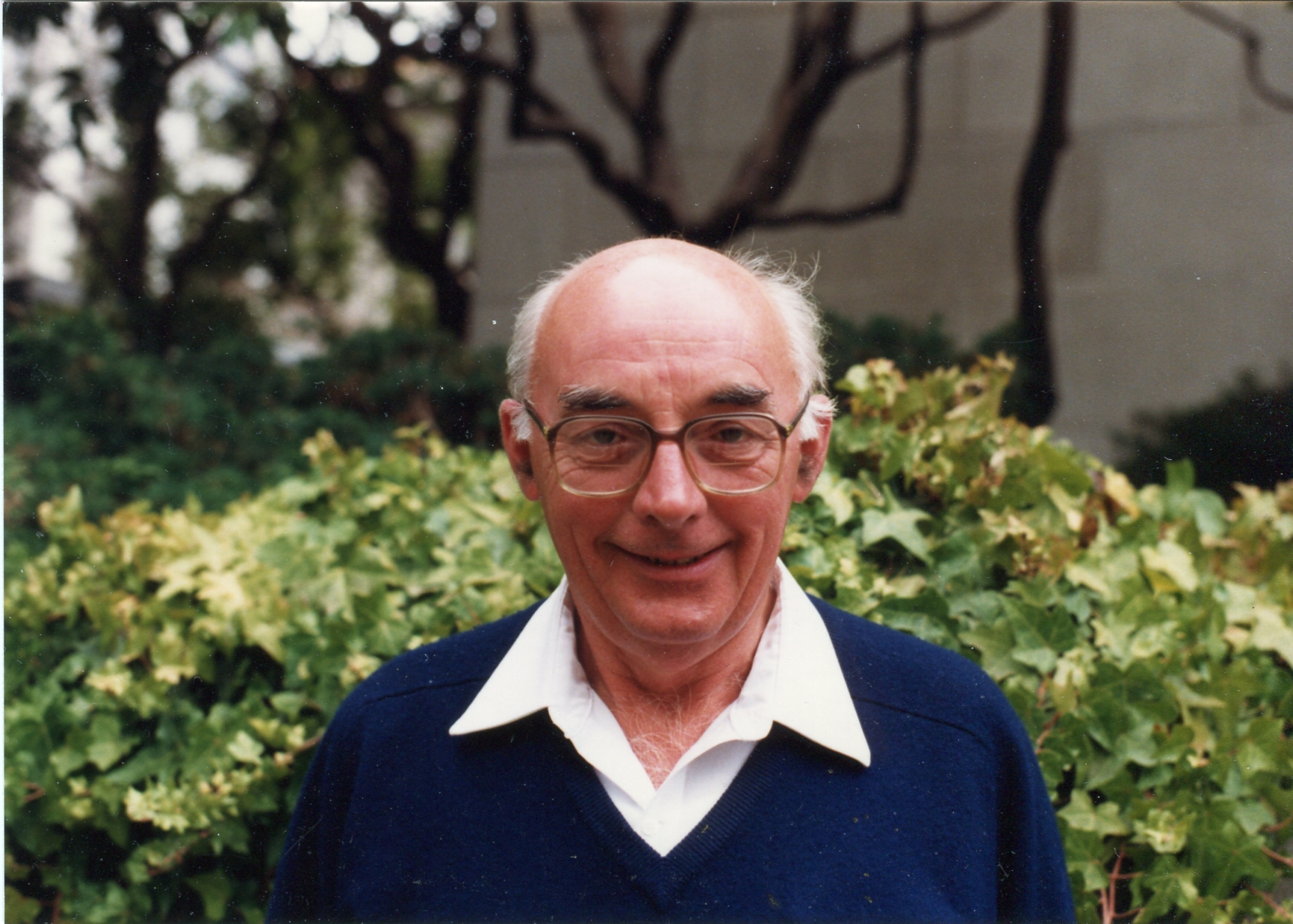
Lucien Le Cam

## Leben
Le Cam stammte aus einer Bauernfamilie in Felletin, wo sein Bruder lange Bürgermeister war. Er besuchte die höhere Schule in Clermont-Ferrand und studierte ab 1944 an der Sorbonne Mathematik mit dem Lizenziatsabschluss 1945. Danach arbeitete er als Statistiker für Electricité de France, unter anderem für Hochwasservorhersagen bei Staudämmen. Das führte zu seiner ersten Veröffentlichung und später einem Vortrag beim zweiten Berkeley Symposium 1961 (in der Hydrologie ist ein nach ihm benanntes Modell bekannt). Er nahm während seiner Zeit in der Industrie an einem wöchentlichen Statistik Seminar unter Georges Darmois (1888–1960) teil. Dort traf er Jerzy Neyman, der ihn 1950 nach Berkeley einlud. 1952 wurde er dort promoviert (On Some Asymptotic Properties of Maximum Likelihood Estimates and Related Bayes' Estimates) und wurde Instructor. Schon bald darauf hatte er seinen ersten Doktoranden (Julius Blum). 1953 wurde er Assistant Professor für Mathematik und war ab 1955 an der neu gegründeten Fakultät für Statistik, ab 1960 mit voller Professur. 1962 bis 1965 stand er der Fakultät vor und gab mit Neyman die Berkeley Symposia heraus. Er blieb in Berkeley bis auf eine Zeit 1972/73 als Direktor des Centre de Recherches Mathématiques in Montreal. 1991 emeritierte er, war aber weiter wissenschaftlich aktiv.
In dem Buch von Albers und Alexanderson wird geschildert, wie er durch die Krebskrankheit seiner Tochter zur Beschäftigung mit medizinischen Anwendungen der Statistik geführt wurde.
1957 wurde Le Cam Sloan Research Fellow. 1976 wurde er in die American Academy of Arts and Sciences aufgenommen und 1977 zum Fellow der American Association for the Advancement of Science gewählt. 1997 wurde er Ehrendoktor der Université libre de Bruxelles. Er war Invited Speaker auf dem Internationalen Mathematikerkongress 1990 in Kyoto (Some recent results in the asymptotic theory of statistical estimation).

## Werk
Le Cam ist bekannt als Begründer der modernen asymptotischen Statistik. 1960 führte er die Local Asymptotic Normality Condition (LAN) ein und das Kontiguitätskonzept (contiguity).
Zudem führte er den Begriff des Defizits ein, um statistische Modelle miteinander zu vergleichen.

## Schriften
- Asymptotic methods in statistical decision theory, Springer Verlag 1986
- mit Grace Lo Yang: Asymptotics in statistics: some basic concepts, Springer Verlag 2000
- Locally asymptotically normal families of distributions, University of California Publications in Statistics 3, 1960, S. 37–98.